# 1981 în literatură
- 1980 în literatură — 1981 în literatură — 1982 în literatură

Anul 1981 în literatură a implicat o serie de evenimente și cărți noi semnificative. 

## Cărți noi
- Kingsley Amis - The Golden Age of Science Fiction
- Martin Amis - Other People
- Louis Auchincloss - The Cat and the King
- René Barjavel - Une rose au paradis
- Samuel Beckett - Ill Seen Ill Said
- Thomas Berger - Reinhart's Women
- Pierre Berton - Flames Across the Border
- Judy Blume - Tiger Eyes
- Simon Bond- 101 Uses for a Dead Cat
- William Boyd - A Good Man in Africa
- Peter Carey - Bliss
- Raymond Carver - What We Talk About When We Talk About Love
- David Case - The Third Grave
- James Clavell - Noble House
- Roald Dahl - George's Marvellous Medicine
- L. Sprague de Camp - The Hand of Zei
- L. Sprague de Camp & Catherine Crook de Camp - Footprints on Sand
- Bernard Cornwell
  - Sharpe's Eagle
  - Sharpe's Gold
- Samuel R. Delany - Distant Star
- Salman Rushdie - Midnight's Children
- Régine Deforges - La Bicyclette Bleue
- Cynthia Freeman - No Time for Tears
- John Gardner - Licence Renewed
- Charles L. Grant - Tales from the Nightside
- Alasdair Gray - Lanark
- Jan Guillou - Ondskan
- Thomas Harris - Red Dragon
- Frank Herbert - God Emperor of Dune
- Douglas Hill - Planet of the Warlord
- Robert E. Howard și L. Sprague de Camp - The Flame Knife
- John Irving - Hotel New Hampshire
- Alan Judd - A Breed of Heroes
- Ismail Kadare - Dosja J
- Stephen King - Cujo
- Dean Koontz (as Leigh Nichols) – The Eyes of Darkness
- Chart Korbjitti – Khamphiphaksa (The Judgment)
- Joe R. Lansdale – Act of Love
- Stanisław Lem – Golem XIV
- Gabriel García Márquez - Chronicle of a Death Foretold
- Colleen McCullough - An Indecent Obsession
- Ian McEwan – The Comfort of Strangers
- Elliot S! Maggin - Miracle Monday
- Naguib Mahfouz – Arabian Nights and Days (ليالي ألف ليلة)
- Enzo Mainardi — scriitor, muzician, poet și pictor, membru important al mișcării artistice futuriste, publică la Tipografia  Arte Nuova, Cremona, 3 Liriche di E.M. poeta e pittore futurista cremonese – 3 [grupuri de] poeme lirice de E.M. poet și pictor futurist cremonez, ediția a 5-a (cu repertoriu critic)
- Toni Morrison – Tar Baby
- Robert B. Parker
  - A Savage Place
  - Early Autumn
- Terry Pratchett - Strata
- Alain Robbe-Grillet - Djinn
- Harold Robbins - Goodbye, Janette
- Lawrence Sanders - The Third Deadly Sin
- Martin Cruz Smith - Gorky Park
- Muriel Spark - Loitering with Intent
- Paul Theroux - The Mosquito Coast
- D. M. Thomas - The White Hotel
- Jack Vance - The Book of Dreams
- Gore Vidal - Creation
- Joseph Wambaugh - The Glitter Dome
- Kit Williams - Masquerade
- Gene Wolfe
  - The Claw of the Conciliator
  - The Sword of the Lictor
- Roger Zelazny
  - The Changing Land
  - Madwand

## Premii
- Premiul Nobel pentru Literatură: Elias Canetti